# 別林斯高晉山
75°7′S 162°6′E / 75.117°S 162.100°E
別林斯高晉山（英語：Mount Bellingshausen）是南極洲的山峰，位於維多利亞地，屬於阿爾伯特親王山脈的一部分，處於普里斯特利山東北面9公里，海拔高度1,380米，現時由南極條約體系管理。